# 이기우 (서예가)
이기우(李基雨, 1920년~1993년 2월 24일)는 대한민국의 서예가이다. 호는 ‘철농(鐵農)’이며, 서울 출신이다. 22세에 일본 미술전에서 수상, 5회의 개인전을 가졌다. 철필(鐵筆)로 농사를 짓고 묵(墨)으로 밭을 간다는 철농묵경(鐵農墨耕)의 뜻에서 아호(雅號)를 철농이라 지었다. 대한국정교과서 주식회사 조사역으로 평범한 샐러리맨의 생활을 하며 서도에 정진했다. '서예(世譽)를 불탐(不貪)'해서 국전에는 관여하지 않는다는 서예가로, 특히 전각(篆刻)에 뛰어나서 역대 대통령의 사인(私印)을 각인한 것으로 알려져 있다.